# Вековы (дворянский род)
Вековы — древний русский дворянский род.

## История рода
Ярославец Иван Веков упомянут (1608). Афанасий Иванович помещик Рузского уезда, стрелецкий голова (1624), московский дворянин (1627—1636), объезжий голова в Москве (1639). скончался († 1639), по его родителям инок Ион и инокиня Улия и жене Анастасии сделан вклад в Ярославском Спасском монастыре. Яков Веков стрелецкий голова в Астрахани (1629). Иван Ермолаевич московский дворянин (1677—1692). Иван и Сильвестр Титовичи владели поместьями в Ярославском уезде (1679). Роман Яковлевич упомянут в Вяземской писцовой книге (1685). Григорий Иванович и его сестра Наталья владели поместьями в Ростовском уезде.